# کاتر نشنال سیکیوریتی
کاتر نشنال سیکیوریتی (به انگلیسی: National Security Cutter) یک کشتی است که طول آن ۴۱۸ فوت (۱۲۷ متر) می‌باشد.